# Kurt Müller-Osten

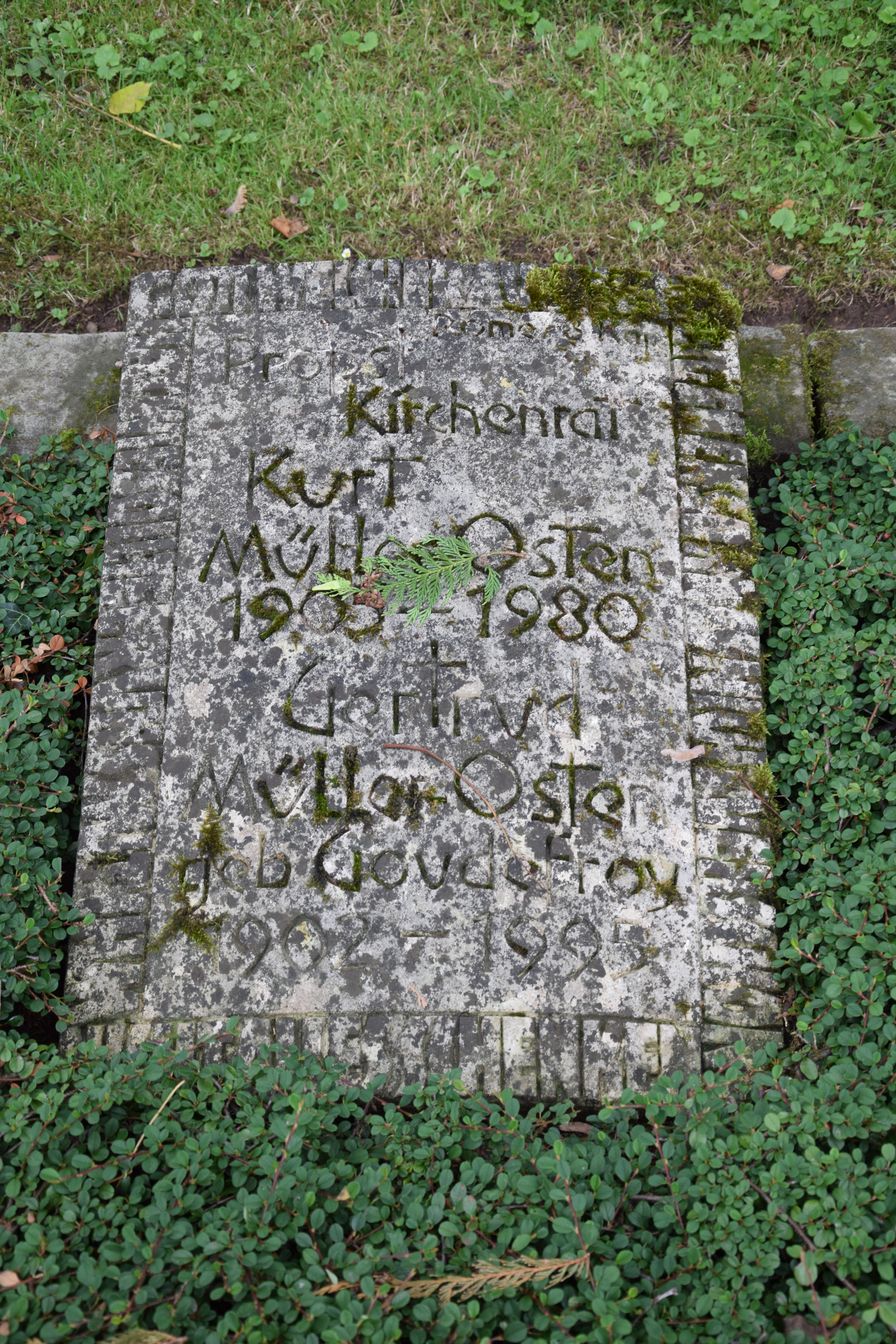
Grabstein von Kurt Müller-Osten auf dem Marburger Hauptfriedhof (2017)

Kurt Müller-Osten (* 8. Dezember 1905 in Breslau; † 22. September 1980 in Marburg) war ein deutscher evangelischer Theologe, Propst und Prälat der Evangelischen Kirche von Kurhessen-Waldeck und Kirchenliederdichter.

## Leben und Wirken
Kurt Müller-Osten wurde als Sohn des Pastor primus an der Breslauer Königin-Luise-Gedächtniskirche Paul Müller-Osten geboren. In seiner Heimatstadt Breslau machte er 1924 das Abitur und studierte danach Theologie an den Universitäten Tübingen, Breslau und Marburg.
Er trat dann in den Dienst der Evangelischen Kirche von Kurhessen-Waldeck ein und absolvierte sein Vikariat in Oberkaufungen bei Kassel. Nach seiner Ordination im Jahre 1930 wurde er Pfarrer in Ronshausen und in Rotenburg an der Fulda, gleichzeitig war er Kreisjugendpfarrer und Obmann für Volksmission im Kirchenkreis Rotenburg. Ab 1952 folgten Pfarrstellen an der Karlskirche in Kassel, in Bad Hersfeld, an der Pauluskirche und an der Elisabethkirche in Marburg.
Kurt Müller-Osten übte zahlreiche überregionale Ämter in seiner Landeskirche aus: von 1946 bis 1948 war er Propst des Sprengels Hersfeld, von 1948 bis 1952 Prälat der Landeskirche Kurhessen-Waldeck, 1952 bis 1962 erneut Propst des Sprengels Hersfeld und von 1962 bis 1971 Propst des Sprengels Waldeck und Marburg. Nach seiner Pensionierung im Jahre 1971 erhielt Müller-Osten 1975 den Titel „Kirchenrat“ der Kurhessischen Landeskirche. Während des Zweiten Weltkrieges war Müller-Osten Sanitätssoldat, engagierte sich seit 1934 in der Bekennenden Kirche und gehörte zur Berneuchener Bewegung.

## Gesangbücher
Von seinen zahlreichen Liedern, deren Text er entwarf, fanden zwei Aufnahme in den Stammteil des Evangelischen Gesangbuches und eines ins Gesangbuch der Evangelisch-methodistischen Kirche:
- Also liebt Gott die arge Welt, Text 1939/1950, Melodie: Gerhard Schwarz 1939, ein Weihnachtslied, EG 51
- In dem Herren freuet euch, Text 1941 zu Philipper 4, 4-7; Melodie: Christian Lahusen 1948, EG 359; im Gesangbuch der EmK 405, dort vierstimmiger Satz von Herbert Beuerle

## Werke (in Auswahl)
- Brich an, du großer Tag. Gedichte und Lieder. Stauda, Kassel 1948.
- Bindung und Freiheit. Von der Gegenwärtigkeit des christlichen Auftrages. Kassel 1965.
- Lieder der Hoffnung. Stauda, Kassel 1981.